# Osterndorf
Osterndorf (niederdeutsch Oosterndörp) ist ein Ortsteil der Ortschaft Beverstedt, die zur Einheitsgemeinde Beverstedt im niedersächsischen Landkreis Cuxhaven gehört.

## Geografie
|                                          | Wollingst                                   |        |
| Ortschaft Beverstedt – Ortsteil Wehldorf | Kompassrose, die auf Nachbargemeinden zeigt | Appeln |
|                                          | Ortschaft Beverstedt                        |        |

(Quelle:)

## Geschichte

### Eingemeindungen
Am 1. Februar 1971 wurde die zuvor eigenständige Gemeinde Osterndorf in die Gemeinde/Flecken Beverstedt eingegliedert. Zur selben Zeit wurde die Gemeinde/Flecken Beverstedt eine der neun Mitgliedsgemeinden der Samtgemeinde Beverstedt.
Am 1. November 2011 wurde das zuvor selbständige Beverstedt – mit seinen Ortsteilen Osterndorf und Wehldorf – eine Ortschaft der Einheitsgemeinde Beverstedt.

### Einwohnerentwicklung
| Jahr      | 1910  | 1925  | 1933  | 1939  | 1950  | 1956  |
| --------- | ----- | ----- | ----- | ----- | ----- | ----- |
| Einwohner | 123   | 124   | 113   | 167   | 269   | 256   |
| Quelle    | [ 6 ] | [ 7 ] | [ 7 ] | [ 7 ] | [ 1 ] | [ 1 ] |

|  |

## Politik

### Gemeinderat und Bürgermeister
Auf kommunaler Ebene wird die Ortschaft Osterndorf vom Beverstedter Gemeinderat vertreten.

### Wappen
Der Entwurf des Kommunalwappens von Osterndorf stammt von dem Heraldiker und Wappenmaler Albert de Badrihaye, der zahlreiche Wappen im Landkreis Cuxhaven erschaffen hat.
| Wappen von Osterndorf | Blasonierung: „Geteilt, oben in Blau eine volle, strahlende goldene Sonne, unten in Silber eine rote Odalsrune.“                                       |
| Wappen von Osterndorf | Wappenbegründung: Die strahlende Sonne weist als Sinnbild für den Osten auf den Ortsnamen hin. Die Odalsrune ist ein Sinnbild des bäuerlichen Erbguts. |

## Kultur und Sehenswürdigkeiten
Baudenkmale
- Gutshaus Körnerstraße 2a von um 1880
- Gutshaus Wollingster Straße 2 von 1902, auch Gutshaus Vinnen oder Gutshaus Osterndorf

## Persönlichkeiten
Personen, die mit dem Ort in Verbindung stehen
- Simon Hennings (1608–1661), lutherischer Theologe und Geistlicher, verstarb in Osterndorf
- Carl Vinnen (1863–1922), Kunstmaler und Schriftsteller, Gutsbesitzer in Osterndorf
- Nikolaus Tietjen (1873–1924), Landwirt, Bürgermeister von Appeln, Abgeordneter und Mitglied der Steuereinschätzungskommission des Kreistags Geestemünde, er veranlasste während der notgeprägten Inflationsjahre 1921/22 die Ausgabe der sog. „Söben-Dörper-Schiene“ (Sieben-Dörfer-Scheine) u. a. in Osterndorf